# Кандиоты
Кандиоты — греческое население главного города (современное название Ираклион) и всего острова Крит, которые правившие городом и островом венецианцы называли Кандией.

## История
В период правления короля Греции Георга I в 1866 году греческое население острова Крит подняло восстание против Османской империи которая правила островом после победы над венецианцами.
Главным требованием восставших было воссоединение с Грецией. Восстание продолжалость до 1869 года.
В самом начале восстания правительство Российской империи пыталось способствовать мирному разрешению конфликта, но уже в октябре 1866 года стало открыто поддерживать восставших.
В России начался сбор средств «в пользу страждущих христиан Востока», то есть в пользу восставших кандиотов.
Были опубликованы воззвания в поддержку кандиотов митрополита Филарета, гофмейстерины графини Н. Д. Протасовой и графини А. Д. Блудовой, которые получили большой резонанс в русском обществе и вынудили правительство более активно поддерживать кандиотов.
Ход восстания подробно и сочувственно освещался в русской печати того времени.

## Кандиоты в искусстве
- Картина Кандиоты в ожидании прибытия парохода Аркадион (1867) художника В. Г. Худякова